# Blok Rosyjski
Partia Blok Rosyjski (ukr. Партія „Російський блок”, ros. Партия „Русский блок”, ПРБ) – prorosyjskie ugrupowanie działające na Ukrainie, skupiające głównie ludność rosyjskojęzyczną.
Korzenie zorganizowanego politycznie ruchu rosyjskiego na Ukrainie sięgają 1999 roku, gdy założono Rosyjski Ruch Ukrainy (ros. Русское движение Украины, РДУ). Ugrupowanie „Blok Rosyjski” powstało 20 czerwca 2002 na III zjeździe partii „O jedną Ruś” (ros. „За Русь единую”), która połączyła się z ugrupowaniem Związek Ukraińsko-Rosyjski (ros. Русско-украинский союз) Iwana Symonenki. 30 sierpnia 2002 zmiana nazwy partii została zatwierdzona przez Ministerstwo Sprawiedliwości.
W wyborach z marca 2002 koalicja „Blok Rosyjski” nie przekroczyła 4%-owego progu wyborczego i jej przedstawiciele nie znaleźli się w Radzie Najwyższej. Najlepsze wyniki ugrupowanie osiągnęło w Sewastopolu i na Krymie. Podczas kampanii wyborczej domagało się zrównania praw języków rosyjskiego i ukraińskiego na Ukrainie, integracji z Rosją, Białorusią i innymi krajami WNP, walki z tzw. nacjonalizmem i separatyzmem ukraińskim.
W wyborach prezydenckich 2004 partia poparła Wiktora Janukowycza. W tym samym roku rozpoczęła współpracę z Postępową Socjalistyczną Partią Ukrainy oraz „Bractwem” A. Korczyńskiego, co spotkało się z krytyką części działaczy. Na zjeździe z 12 marca 2005 było to główną przyczyną odwołania A. Swistunowa z funkcji przewodniczącego, nowym liderem został Władimir Paszkow. Swistunow nie uznał jednak decyzji zjazdu i 16 lipca 2005 część delegatów wybrała go ponownie na szefa Bloku oraz Ruchu.
Podczas wyborów 2006 kandydaci Bloku startowali z listy Partii Regionów, do Rady Najwyższej dostał się wówczas Aleksandr Czernomorow. W Radzie Najwyższej Krymu zasiadło 13 kandydatów Bloku (wśród nich 12 z listy „Za Janukowycza!” i 1 z Bloku Natalii Witrenko „Ludowa opozycja”). W Radzie Miejskiej Sewastopola Blok reprezentuje 5 przedstawicieli.